# Pilemia serriventris
Pilemia serriventris là một loài bọ cánh cứng trong họ Cerambycidae.